# 田村二郎
田村二郎（たむら じろう、1920年 - ? )は、日本の数学者。

## 人物・来歴
大阪府に生まれる。東京帝国大学理学部卒、1960年「開いたリーマン面上の有理型函数」で東京大学理学博士。第一高等学校講師、名古屋大学理学部助教授、東京大学教養学部助教授、教授。1968年教養学部長となるが、学園紛争のため69年退官する。

## 著書
- 『解析1の根底』旺文社, 1952
- 『解析函数 微分積分学続編』(数学選書 裳華房, 1962
- 『微積分読本』岩波書店, 1975
- 『空間と時間の数学』岩波新書) 1977.5
- 『量と数の理論』日本評論社, 1978.12
- 『数学がみえてくる 初等数学読本』岩波書店, 1985.3
- 『物理のなかの数学』東京図書, 1988.5
- 『ベクトル解析のはなし』東京図書, 1989.5
- 『基礎数学 力学との境界をゆく』近代科学社, 1989.9

共著
- 『微分積分学 基礎課程』彌永昌吉,亀谷俊司共著. 裳華房, 1951.4

### 翻訳
- メシア『量子力学』全3巻 小出昭一郎共訳. 東京図書, 1971-72
- H.ワイル『リーマン面』岩波書店, 1974